# 西魯勒爾山 (伊利諾伊州)
西魯勒爾山（英語：West Rural Hill）是位於美國伊利諾伊州漢密爾頓縣的一個非建制地區。該地的面積和人口皆未知。

## 地理
西魯勒爾山的座標為37°57′56″N 88°41′18″W / 37.96556°N 88.68833°W，而該地的平均海拔高度為179米（即587英尺）。